# Speen
Speen – wieś i civil parish w Anglii, w Berkshire, w dystrykcie (unitary authority) West Berkshire. W 2011 civil parish liczyła 2635 mieszkańców. Speen jest wspomniana w Domesday Book (1086) jako Spone.